# Минасян, Акоп Оганесович
Акоп Оганесович Минасян (род. 1927 год) — комбайнёр колхоза имени Кирова села Аревик Ахурянского района Армянской ССР. Герой Социалистического Труда (1971).

## Биография
Досрочно выполнил личные социалистические обязательства и производственные задания Восьмой пятилетки (1966—1970). 8 апреля 1971 года Указом Президиума Верховного Совета СССР удостоен звания Героя Социалистического Труда «за выдающиеся успехи, достигнутые в развитии сельскохозяйственного производства и выполнении пятилетнего плана продажи государству продуктов земледелия и животноводства» с вручением ордена Ленина и золотой медали Серп и Молот.